# Le Puck d’Anvers
Le Puck d'Anvers was een Belgische ijshockeyclub uit Antwerpen.

## Geschiedenis
De club werd opgericht in 1922, door ex-leden van de Cercle des Patineurs Anversoise (CPA). Enkele jaren later fusioneerde Le Puck d'Anvers met Mercurius Antwerpen. De club werd in de periode 1924 - '28 vijfmaal achtereenvolgens landskampioen.

## Erelijst
- Landskampioen[3]: 1924, 1925, 1926, 1927 en 1928

## Bekende (ex-)spelers
- Roger Bureau
- Albert Collon
- Willy Kreitz
- Jef Lekens
- Paul Van den Broeck
- Jacques Van Reysschoot
- Victor Verschueren